# Landesbank Baden-Württemberg
Landesbank Baden-Württemberg (LBBW, czyli Bank Krajowy Badenii-Wirtembergii) – niemiecki bank komercyjny działający pod własną marką oraz przez trzy zależne banki regionalne:
- Baden-Württembergische Bank – BW-Bank (Badenia-Wirtembergia)
- Sachsen-Bank (od kwietnia 2008, Saksonia)
- Rheinland-Pfalz Bank (od kwietnia 2008, Nadrenia-Palatynat)

Bank powstał w obecnym kształcie 1 stycznia 1999 r. poprzez fuzję banków Südwestdeutsche Landesbank Girozentrale i Landesgirokasse Stuttgart, części bankowości komercyjnej Landeskreditbank Baden-Württemberg.
Struktura właścicielska na koniec 2008 r. to:
- Stowarzyszenie Kas Oszczędnościowych Badenii-Wirtembergii (niem. Sparkassenverband Baden-Württemberg – SVBW)
- kraj związkowy Badenia-Wirtembergia
- miasto Stuttgart
- Landesbeteiligungen Baden-Württemberg GmbH
- L-Bank

Na koniec 2008 LBBW był w pierwszej piątce banków niemieckich i pierwszej pięćdziesiątce instytucji kredytowych na świecie.